# REAL EYES
『REAL EYES』（リアル・アイズ）は、BEREEVEの1枚目のオリジナル・アルバム。

## 内容
セカンド・シングル「あの日に帰りたい」と同時発売。
表裏のジャケットが同一となった唯一のミニ・アルバム。

## タイアップ
「SPEED」は1996年公開のパル企画配給映画『ろくでなしBLUES』主題歌。

## 批評
CDジャーナルは「ラブソングとポジティブな夢を忘れずに走って行こうといった類の歌たち」「どれをとってもオーソドックスでポップロックの王道的音楽」と評した。

## 収録曲
特記以外　作詞・作曲：冴木裕志
1. Endless Dream
編曲：鷹羽仁
2. あの日に帰りたい
作曲：石井直人　編曲：石井直人・鷹羽仁
3. とどかないこの想いを
作曲：石川寛門　編曲：鷹羽仁
4. そのままの君で
作曲：石井直人　編曲：石井直人・鷹羽仁
5. SPEED
編曲：鷹羽仁
6. Break Through the Night
作曲：石井直人　編曲：石井直人・鷹羽仁
7. 君から目を離せない
作詞：冴木裕志・井辺清　作曲：石川寛門・安藤高弘　編曲：鷹羽仁

## レコーディング参加
- 関雅夫 - ベース
- 小森啓資 - ドラム(#1, 5)
- 鷹羽仁 - キーボード
- 佐藤宣彦 - ディレクター